# Orden de San Benito (Iglesia anglicana)
La Orden de San Benito (O.S.B.), cuyos miembros son conocidos como benedictinos anglicanos, forman una orden religiosa anglicana, que viven según la Regla de San Benito y comparten muchas similitudes con sus homólogos católicos. Esta orden religiosa en el seno de la Iglesia anglicana tiene sus orígenes en los sentimientos de restauración de la vida religiosa, al interno de la comunión anglicana, del siglo XIX.

## Historia
Las primeras comunidades religiosas restauradas se remontan a la primera mitad del siglo XIX, luego de las supresiones de la Reforma protestante. Entre estas se encontraban un grupo de monjas benedictinas. Inmediatamente se hicieron esfuerzos por restablecer las congregaciones benedictinas masculinas. El primer monasterio de monjes benedictinos anglicanos fue el de Llantony, fundado en 1863, por el abad Ignatius (1837-1908), sin embargo el proyecto se extinguió con la muerte de su fundador. El segundo intento de restauración fue el monasterio de Caldey Island, fundado por Benjamin Fernley, el cual se convirtió, junto con 22 de sus monjes, al catolicismo.
Debido a los intentos fallidos de fundación de monasterios benedictinos anglicanos, la jerarquía de dicha iglesia, miraba otros posibles intentos con desconfianza. Sin embargo, algunos de los monjes de Caldey, que permanecieron fieles al anglicanismo, dieron inicio a un nuevo monasterio en Pershore (Worcestershire), en 1914. El obispo de Worcester nombró como primer abad a  Anselmo Mardon. Este y su inmediato sucesor, Dionigi Prideaux, sentaron las bases de la vida religiosa de la primera comunidad benedictina. De esta primera comunidad monástica surgieron monjes para fundar nuevos monasterios en Inglaterra y prepararon jóvenes episcopalianos, que impulsaron la espiritualidad de la Regla de San Benito en el protestantismo de los Estados Unidos. La primera abadía benedictina en aquel país fue la de San Gregorio, en el Condado de St. Joseph (Míchigan).

## Organización
En la comunión anglicana la Orden de San Benito se organiza de manera similar a la de Iglesia católica, existen, por una parte, monasterios autónomos dirigidos por una abad, responsable de la comunidad. Por otra, existen congregaciones u órdenes que siguen la Regla de san Benito, que a nivel mundial tienen un gobierno centralizado. El esfuerzo de estas comunidades monásticas anglicanas en la obra del ecumenismo se puede apreciar en los monasterios mixtos, donde comparten espacios con otras denominaciones cristianas, y en el papel de observador (sin ser miembro pleno) en la Confederación Benedictina de las ramas católicas de la Orden.